# Fray Luis Beltrán (Mendoza)
Fray Luis Beltrán es una localidad y distrito del departamento Maipú de la provincia de Mendoza, Argentina.
En el distrito también se halla la localidad de Villa Teresa.

## Toponimia
Debe su nombre a Luis Beltrán, fraile argentino de la Orden de los Franciscanos, fabricante y organizador de la artillería del Ejército de los Andes.

## Geografía

### Población
Fray Luis Beltrán contaba con una población de 16,694 habitantes (Indec, 2001). Incluye los barrios: San Cayetano, María Auxiliadora, El Resplandor, Virgen del Pilar, Beltrán Norte, 12 de Octubre, Güemes, Retortuño, Las Palmeras, Los Álamos, Aguas de Manantial, entre otros.

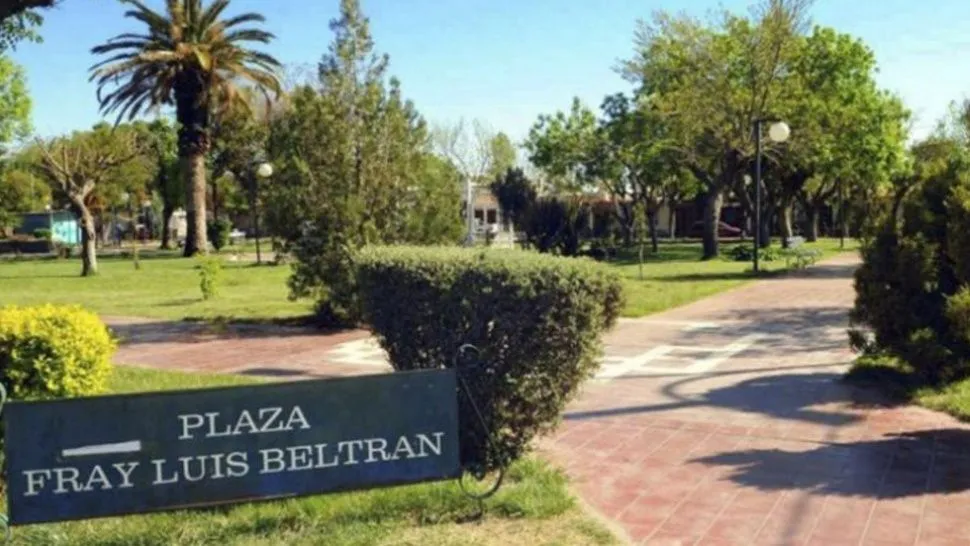
Plaza de Fray Luis Beltrán

### Sismicidad
La sismicidad del área de Cuyo (centro oeste de Argentina) es frecuente y de intensidad muy alta, con un silencio sísmico de terremotos medios a graves cada 20 años.
- Sismo de 1861: aunque dicha actividad geológica catastrófica ocurre desde épocas prehistóricas, el terremoto del 20 de marzo de 1861 (164 años), con 12 000 muertes,[2] señaló un hito importante dentro de la historia de eventos sísmicos argentinos ya que fue el más fuerte registrado y documentado en el país. A partir del mismo los sucesivos gobiernos mendocinos y municipales han ido extremando cuidados y restringiendo los códigos de construcción.[1] Con el terremoto de San Juan del 15 de enero de 1944 (81 años) los gobiernos tomaron estado de la enorme gravedad crónica de sismos de la región.
- Sismo de 1920: de 6,8 de intensidad, destruyó parte de sus edificaciones y abrió numerosas grietas en la zona. Hubo 250 muertes por destrucción de casas de adobe[2][1]
- Sismo del sur de Mendoza de 1929: muy grave, y al no haber desarrollado ninguna medida preventiva, a pesar de haber transcurrido solo nueve años del anterior, mató a 30 habitantes por la caída de casas de adobe[1]
- Sismo de 1985: fue otro episodio grave,[3] de 9 s de duración, derrumbando el viejo Hospital del Carmen de Godoy Cruz.